# ثقة عمياء (رواية)
ثقة عمياء هي إحدى روايات الروائية الأمريكية دانيال ستيل (بالإنجليزية Leap of Faith) وهي من الروايات الرومانسية.

## نبذة قصيرة
تدور أحداث الرواية عن فتاة تعيش حياة خيالية مع أسرتها في قصر بفرنسا وتتحطم هذه الحياة فجأة في سن الحادية عشرة حيث تصبح يتيمة وتذهب للعيش مع عمتها في مزرعة بآيوا في أمريكا، حيث يكون أقصى طموح لها هو الحصول على تعليم كافي والعودة إلى قصرها بفرنساويتحقق حلمها في الواحدة والعشرين من العمر حيث تلتقي بالمالك الجديد للقصر ويتزوجان وتعود حياتها المثالية مرة أخرى إلى أن تكتشف حقيقة مروعة لا تريد تصديقها لكنها تجد الشجاعة في النهاية لتقوم بخطوة يائسة لتحمي نفسها ومن تحب.